# 24 (második évad)
A 24 második évada indulásakor másfél év telt el az első évad cselekményei óta.

## Cselekmény
| Figyelem: Itt a 24 televíziós sorozat 2. évadjának cselekményét vagy a végkifejletet is olvashatod. |

Jack Bauer felesége halála után kilépett a Terrorelhárítástól (CTU) és most magányosan tengeti életét, miközben a lányával, Kim Bauerral való megromlott viszonyt is meg kell emésztenie, amit Teri elvesztése okozott. Kim most egy családnál dolgozik egy kislány bébiszittereként, s jó ideig nem képes még az apjával találkozni, mert folyton az édesanyja, és annak halála jut róla eszébe.
A cselekmény reggel 8-kor kezdődik. David Palmer (aki az előző évad óta eltelt idő alatt már az Egyesült Államok elnöke lett) politikai stábja hírt kap egy súlyos fenyegetésről: Los Angelesben pár óra múlva atombombát akar robbantani egy terrorszervezet. Ha ez bekövetkezik, kitörhet a III. világháború.
A CTU-t (amit jelenleg George Mason vezet) hamarosan értesítik a dologról és az iroda kénytelen visszahívni Jack Bauert, hogy az ügyet megoldják, ám Jack hallani sem akar a dologról. Végül beadja a derekát és akcióba kezd, hogy megtalálja az atombombát és a szervezetet, amelyik robbantani készül. Eközben Kim élete ismét veszélybe kerül, amikor az általa felügyelt kislány apja veszélyessé válik és bántalmazza a feleségét, majd üldözőbe veszi Kim-et és a vele menekülő megsérült kislányt is. A másik szálon Kate Warner gyanakodni kezd, hogy a húga egy terroristához készül férjhez menni, méghozzá épp Szaid Ali emberéhez, akinek vélhetőleg az atomrobbanáshoz van köze. Ám semmi és senki sem az, aminek látszik…
A „24: A második nap” tökéletes folytatása az első évadnak. A több szálon futó cselekmények biztosítják, hogy egy percre se lélegezhessen fel a néző. Itt vannak a régi szereplők is: Sherry Palmer (David Palmer exneje), Nina Myers (Jack nejének gyilkosa, egykori CTU ügynök, később beépített tégla).
David Palmer életében ismét megjelenik volt felesége Sherry, aki többet tud a közelgő támadásról, mint azt bárki is hinné… és Nina Myers, akit a börtönből szállítanak be a CTU irodájába, hogy kivallassák, ugyanis információkat adott az atombomba készítőinek, mielőtt börtönbe került. Jacknek le kell vetkőznie bosszúszomjasságát is, amit Nina iránt érez.
|  | Itt a vége a cselekmény részletezésének! |

## Szereplők

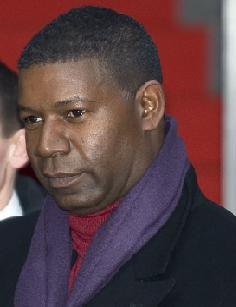
Dennis Haysbert, David Palmer elnök megformálója

- Jack Bauer szerepében Kiefer Sutherland, magyar hangja Selmeczi Roland
- Kim Bauer szerepében Elisha Cuthbert, magyar hangja Nemes Takách Kata
- Tony Almeida szerepében Carlos Bernard, magyar hangja Dózsa Zoltán
- Michelle Dessler szerepében Reiko Aylesworth, magyar hangja Nyírő Eszter
- George Mason szerepében Xander Berkeley, magyar hangja Dunai Tamás
- Nina Myers szerepében Sarah Clarke, magyar hangja Kisfalvi Krisztina
- Ryan Chappelle szerepében Paul Schulze, magyar hangja Cseke Péter
- David Palmer szerepében Dennis Haysbert, magyar hangja Vass Gábor
- Sherry Palmer szerepében Penny Johnson Jerald, magyar hangja Vándor Éva
- Jim Prescott (alelnök) szerepében Alan Dale magyar hangja Szokolay Ottó
- Mike Novick szerepében Jude Ciccolella, magyar hangja Várday Zoltán
- Aaron Pierce szerepében Glenn Morshower, magyar hangja Csuha Lajos
- Marie Warner szerepében Laura Harris, magyar hangja Haffner Anikó
- Kate Warner Sarah Wynter, magyar hangja Spilák Klára
- Lynne Kresge szerepében Michelle Forbes, magyar hangja Kocsis Judit
- Bob Warner szerepében John Terry, magyar hangja Rosta Sándor
- Carrie Turner szerepében Lourdes Benedicto
- Reza Naiyeer szerepében Phillip Rhys
- Roger Stanton szerepében Harris Yulin
- Tom Baker szerepében Daniel Dae Kim
- Gary Matheson szerepében Billy Burke
- Syed Ali szerepében Francesco Quinn
- Peter Kingsley szerepében Tobin Bell
- Mandy szerepében Mia Kirshner

## Epizódlista
| EP# | Nyelv     | Cím                                         | Rendező(k)          | Forgatókönyvíró(k)            | Első vetítés        | Prod. kód |
| --- | --------- | ------------------------------------------- | ------------------- | ----------------------------- | ------------------- | --------- |
| 1   | HUN · USA | 8 és 9 óra között 8:00 a.m. – 9:00 a.m.     | Jon Cassar          | Joel Surnow és Michael Loceff | – 2002. október 28. | 2AFF01    |
| -   |           |                                             |                     |                               |                     |           |
| 2   | HUN · USA | 9 és 10 óra között 9:00 a.m. - 10:00 a.m.   | Jon Cassar          | Joel Surnow és Michael Loceff | –                   |           |
| -   |           |                                             |                     |                               |                     |           |
| 3   | HUN · USA | 10 és 11 óra között 10:00 a.m. - 11:00 a.m. | James Whitmore, Jr. | Howard Gordon                 | –                   |           |
| -   |           |                                             |                     |                               |                     |           |
| 4   | HUN · USA | 11 és 12 óra között 11:00 a.m.-12:00 a.m.   | James Whitmore, Jr. | Remi Aubuchon                 | –                   |           |
| -   |           |                                             |                     |                               |                     |           |
| 5   | HUN · USA | 12 és 13 óra között 12:00 a.m. - 01:00 p.m. | Jon Cassar          | Gil Grant                     | –                   |           |
| -   |           |                                             |                     |                               |                     |           |
| 6   | HUN · USA | 13 és 14 óra között 01:00 p.m. - 02:00 p.m. | Jon Cassar          | Elizabeth M. Cosin            | –                   |           |
| -   |           |                                             |                     |                               |                     |           |
| 7   | HUN · USA | 14 és 15 óra között 02:00 p.m. - 03:00 p.m. | James Whitmore, Jr. | Virgil Williams               | –                   |           |
| -   |           |                                             |                     |                               |                     |           |
| 8   | HUN · USA | 15 és 16 óra között 03:00 p.m. - 04:00 p.m. | James Whitmore, Jr. | Joel Surnow és Michael Loceff | –                   |           |
| -   |           |                                             |                     |                               |                     |           |
| 9   | HUN · USA | 16 és 17 óra között 04:00 p.m. - 05:00 p.m. | Rodney Charters     | Howard Gordon                 | –                   |           |
| -   |           |                                             |                     |                               |                     |           |
| 10  | HUN · USA | 17 és 18 óra között 05:00 p.m. - 06:00 p.m. | Rodney Charters     | David Ehrman                  | –                   |           |
| -   |           |                                             |                     |                               |                     |           |
| 11  | HUN · USA | 18 és 19 óra között 06:00 p.m. - 07:00 p.m. | Frederick K. Keller | Gil Grant                     | –                   |           |
| -   |           |                                             |                     |                               |                     |           |
| 12  | HUN · USA | 19 és 20 óra között 07:00 p.m. - 08:00 p.m. | Frederick K. Keller | Evan Katz                     | –                   |           |
| -   |           |                                             |                     |                               |                     |           |
| 13  | HUN · USA | 20 és 21 óra között 08:00 p.m. - 09:00 p.m. |                     | és                            | –                   |           |
| -   |           |                                             |                     |                               |                     |           |
| 14  | HUN · USA | 21 és 22 óra között 09:00 p.m. - 10:00 p.m. |                     | és                            | –                   |           |
| -   |           |                                             |                     |                               |                     |           |
| 15  | HUN · USA | 22 és 23 óra között 10:00 p.m. - 11:00 p.m. |                     | és                            | –                   |           |
| -   |           |                                             |                     |                               |                     |           |
| 16  | HUN · USA | 23 és 24 óra között 11:00 p.m. - 12:00 p.m. |                     | és                            | –                   |           |
| -   |           |                                             |                     |                               |                     |           |
| 17  | HUN · USA | 0 és 1 óra között 12:00 p.m. - 01:00 a.m.   |                     | és                            | –                   |           |
| -   |           |                                             |                     |                               |                     |           |
| 18  | HUN · USA | 1 és 2 óra között 01:00 a.m. - 02:00 a.m.   |                     | és                            | –                   |           |
| -   |           |                                             |                     |                               |                     |           |
| 19  | HUN · USA | 2 és 3 óra között 02:00 a.m. - 03:00 a.m.   |                     | és                            | –                   |           |
| -   |           |                                             |                     |                               |                     |           |
| 20  | HUN · USA | 3 és 4 óra között 03:00 a.m. - 04:00 a.m.   |                     | és                            | –                   |           |
| -   |           |                                             |                     |                               |                     |           |
| 21  | HUN · USA | 4 és 5 óra között 04:00 a.m. - 05:00 a.m.   |                     | és                            | –                   |           |
| -   |           |                                             |                     |                               |                     |           |
| 22  | HUN · USA | 5 és 6 óra között 05:00 a.m. - 06:00 a.m.   |                     | és                            | –                   |           |
| -   |           |                                             |                     |                               |                     |           |
| 23  | HUN · USA | 6 és 7 óra között 06:00 a.m. - 07:00 a.m.   |                     | és                            | –                   |           |
| -   |           |                                             |                     |                               |                     |           |
| 24  | HUN · USA | 7 és 8 óra között 07:00 a.m. - 08:00 a.m.   |                     | és                            | –                   |           |
| -   |           |                                             |                     |                               |                     |           |

Megjegyzés: a produkciós kódok a TV.com Archiválva 2019. május 20-i dátummal a Wayback Machine-ben honlapjáról származnak.